# Чернушевич, Александр Аникеевич
Александр Аникеевич Чернушевич (бел. Аляксандр Анікеевіч Чарнушэвіч; 1899, Копыль, Слуцкий  уезд, Минская губерния, Российская империя — 29 октября 1937, Минск, БССР) — советский белорусский государственный деятель, Нарком просвещения БССР (1933—1936).

## Биография
Родился в 1899 году в Копыле в белорусской крестьянской семье.
Участник Гражданской войны, затем боролся с бандитизмом. С 1922 года на партийной работе: секретарь Гресского райкома КП(б)Б, заведующий отделами Бобруйского и Витебского окружных комитетов КП(б)Б, культуры и пропаганды ЦК КП(б)Б. С 3 октября 1932 года — секретарь Минского городского комитета КП(б)Б.
В марте 1933 — феврале 1936 года — Нарком просвещения БССР, затем — начальник отдела снабжения Белорусской геологической службы. В 1933 году был членом Политической комиссии для пересмотра русско-белорусского словаря и новых правил белорусского языка.
Член ЦК КП(б)Б в 1929—1936 гг., член Бюро ЦК КП(б)Б в 1931—1934 гг., кандидат в члены Бюро ЦК КП(б)Б в 1935—1936 гг. Член ЦИК БССР в 1931—1936 годах, член Президиума ЦИК БССР в 1933—1936 годах.
19 июня 1937 года арестован органами НКВД БССР. 28 октября 1937 года Военной коллегией Верховного Суда СССР «как участник национал-фашистской организации» приговорен к смертной казни, расстрелян в Минской тюрьме. Посмертно реабилитирован 15 декабря 1956 года.